# Arquitectura de subsunción
La arquitectura de subsunción es una arquitectura robótica reactiva fuertemente asociada con la robótica basada en el comportamiento que fue muy popular en las décadas de 1980 y 1990. El término fue introducido por Rodney Brooks y sus colegas en 1986. La subsunción ha tenido una gran influencia en la robótica autónoma y en otras partes de la IA en tiempo real .

## Descripción general
La arquitectura de subsunción es una arquitectura de control que se propuso en oposición a la IA tradicional o GOFAI . En lugar de guiar el comportamiento mediante representaciones mentales simbólicas del mundo, la arquitectura de subsunción acopla la información sensorial con la selección de acciones de una manera íntima y de abajo hacia arriba . : 130 Lo hace descomponiendo el comportamiento completo en subcomportamientos. Estos subcomportamientos están organizados en una jerarquía de capas. Cada capa implementa un nivel particular de competencia conductual, y los niveles superiores pueden subsumir los niveles inferiores (= integrar/combinar los niveles inferiores en un todo más completo) para crear un comportamiento viable. Por ejemplo, la capa más baja de un robot podría ser "evitar un objeto". La segunda capa sería "deambular", que se encuentra debajo de la tercera capa "explorar el mundo". Debido a que un robot debe tener la capacidad de "evitar objetos" para "deambular" de manera efectiva, la arquitectura de subsunción crea un sistema en el que las capas superiores utilizan las competencias de nivel inferior. Las capas, que reciben información de sensores, funcionan en paralelo y generan salidas. Estas salidas pueden ser comandos para actuadores o señales que suprimen o inhiben otras capas.  : 8–12, 15–16 

## Meta
La arquitectura de subsunción ataca el problema de la inteligencia desde una perspectiva significativamente diferente a la IA tradicional. Decepcionado con el desempeño del robot Shakey y proyectos similares inspirados en la representación de la mente consciente, Rodney Brooks comenzó a crear robots basados en una noción diferente de inteligencia, que se asemejan a los procesos de la mente inconsciente. En lugar de modelar aspectos de la inteligencia humana a través de la manipulación de símbolos, este enfoque tiene como objetivo la interacción en tiempo real y las respuestas viables a un entorno dinámico de laboratorio u oficina. : 130–131 
El objetivo se basó en cuatro ideas clave:
- Ubicación : una idea importante de la IA situada es que un robot debería poder reaccionar a su entorno dentro de un marco de tiempo similar al humano. Brooks argumenta que el robot móvil situado no debería representar el mundo a través de un conjunto interno de símbolos y luego actuar sobre este modelo. En cambio, afirma que "el mundo es su propio mejor modelo", lo que significa que se pueden usar configuraciones adecuadas de percepción a acción para interactuar directamente con el mundo en lugar de modelarlo. Sin embargo, cada módulo/comportamiento aún modela el mundo, pero en un nivel muy bajo, cercano a las señales sensoriomotoras. Estos modelos simples utilizan necesariamente suposiciones codificadas sobre el mundo codificadas en los propios algoritmos, pero evitan el uso de la memoria para predecir el comportamiento del mundo y, en cambio, confían en la retroalimentación sensorial directa tanto como sea posible.
- Encarnación: Brooks argumenta que construir un agente encarnado logra dos cosas. La primera es que obliga al diseñador a probar y crear un sistema de control físico integrado, no modelos teóricos o robots simulados que podrían no funcionar en el mundo físico. La segunda es que puede resolver el problema de la conexión a tierra del símbolo, un problema filosófico al que se enfrentan muchas IA tradicionales, al acoplar directamente los datos de los sentidos con acciones significativas. "Los fundamentos del mundo retroceden", y la relación interna de las capas de comportamiento se basan directamente en el mundo que percibe el robot.
- Inteligencia: al observar el progreso evolutivo, Brooks argumenta que el desarrollo de habilidades de percepción y movilidad es una base necesaria para una inteligencia similar a la humana. Además, al rechazar las representaciones de arriba hacia abajo como un punto de partida viable para la IA, parece que "la inteligencia está determinada por la dinámica de interacción con el mundo".
- Emergencia : convencionalmente, los módulos individuales no se consideran inteligentes por sí mismos. Es la interacción de dichos módulos, evaluada mediante la observación del agente y su entorno, lo que generalmente se considera inteligente (o no). "La inteligencia", por lo tanto, "está en el ojo del observador". Las ideas descritas anteriormente siguen siendo parte de un debate en curso sobre la naturaleza de la inteligencia y cómo se debe fomentar el progreso de la robótica y la IA.

## Capas y máquinas de estados finitos aumentadas
Cada capa está compuesta por un conjunto de procesadores que son máquinas de estado finito aumentadas (AFSM), al aumento se le agregan variables de instancia para contener estructuras de datos programables. Una capa es un módulo y es responsable de un solo objetivo de comportamiento, como "deambular". No existe un control central dentro o entre estos módulos de comportamiento. Todos los AFSM reciben información de manera continua y asíncrona de los sensores relevantes y envían la salida a los actuadores (u otros AFSM). Las señales de entrada que no se leen en el momento en que se entrega una nueva terminan siendo descartadas. Estas señales descartadas son comunes y son útiles para el rendimiento porque permiten que el sistema funcione en tiempo real al tratar con la información más inmediata.

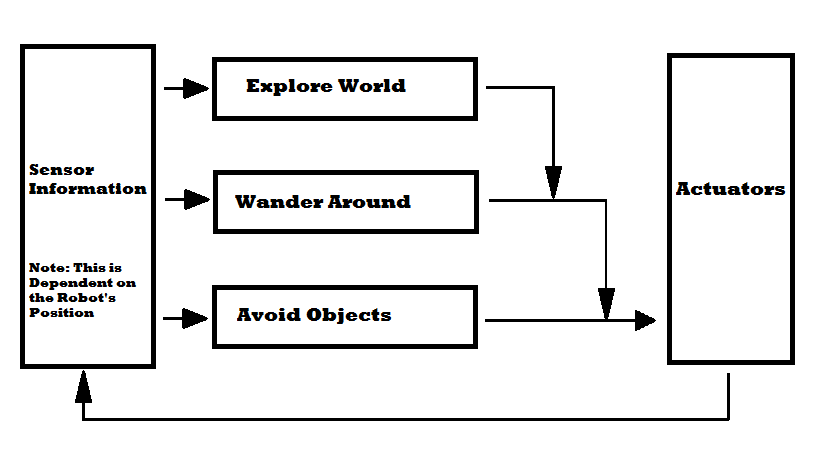
Figura 1: Representación abstracta de la arquitectura de subsunción, con las capas de nivel superior subsumiendo los roles de las capas de nivel inferior cuando la información sensorial lo determina.

El desarrollo de las capas sigue una progresión intuitiva. Primero, se crea, prueba y depura la capa más baja. Una vez que se ejecuta el nivel más bajo, uno crea y adjunta la segunda capa con las conexiones adecuadas de supresión e inhibición a la primera capa. Después de probar y depurar el comportamiento combinado, este proceso se puede repetir para (teóricamente) cualquier número de módulos de comportamiento. 

## robots
La siguiente es una pequeña lista de robots que utilizan la arquitectura de subsunción.
- Allen (robot)
- Herbert, un robot recolector de latas de refresco (ver enlaces externos para ver un video)
- Genghis, un andador hexapodal robusto (ver enlaces externos para ver un video)

Los anteriores se describen en detalle junto con otros robots en Elephants Don't Play Chess .

## Fortalezas y debilidades
Las principales ventajas de la arquitectura son:
- el énfasis en el desarrollo iterativo y la prueba de sistemas en tiempo real en su dominio de destino;
- el énfasis en conectar la percepción limitada y específica de la tarea directamente con las acciones expresadas que la requieren; y
- el énfasis en el control distributivo y paralelo, integrando así los sistemas de percepción, control y acción de manera similar a los animales.[5]

Las principales desventajas de la arquitectura son:
- la dificultad de diseñar una selección de acciones adaptable a través de un sistema altamente distribuido de inhibición y supresión;[3] : 139–140 y
- la falta de gran memoria y representación simbólica, que parece restringir la comprensión del lenguaje por parte de la arquitectura;

Cuando se desarrolló la arquitectura de subsunción, la configuración y el enfoque novedosos de la arquitectura de subsunción le permitieron tener éxito en muchos dominios importantes donde la IA tradicional había fallado, a saber, la interacción en tiempo real con un entorno dinámico. Sin embargo, la falta de un gran almacenamiento de memoria, representaciones simbólicas y control central lo coloca en desventaja para aprender acciones complejas, mapear en profundidad y comprender el lenguaje .